# جمعية حوسبة اللغة العربية وإثراء المحتوى العربي على شبكة الإنترنت
جمعية حوسبة اللغة العربية وإثراء المحتوى العربي علي شبكة الإنترنت - جمعية ثقافية أردنية، تأسست عام 2012م،
بمبادرة من عدد (11 عضوًا) من أعضاء هيئة التدريس بالجامعات الأردنية، وبعض المهتمين والمتخصصيين في مجال حوسبة اللغة العربية وإنتاج المحتوي العربي، والجمعية مسجلة في سجل جمعيات وزارة التنمية الاجتماعية الأردنية، وتقوم وزارة الثقافة الأردنية بالإشراف عليها ومتابعة أنشطـتها ومراقبة أعمالها الإدارية والمالية. والجمعية غير ربحية وليس لها أية أهداف أو نزعات سياسية أكانت أم طائفية، وقد أتخذت الجمعية من جامعة الإسراء بالأردن مقرًا لها.
تهدف الجمعية لتوفير الأدوات اللازمة لحوسبة اللغة العربية، وإثراء المحتوى العربي علي شبكة الإنترنت، إضافة لتوعية طلبة الجامعات الأردنية وأساتذتها بقضية حوسبة اللغة العربية وإثراء المحتوى العربي علي شبكة الإنترنت.

## اللجنة التأسيسية والهيئة الإدارية للجمعية
| م  | اللجنة التأسيسية                   |  | م | الهيئة الإدارية                        | المنصب          |
| -- | ---------------------------------- |  | - | -------------------------------------- | --------------- |
| 1  | أ.د. نعمان احمد شحادة الخطيب.      |  | 1 | د. نضال عبد الرحمن محمد يوسف           | رئيسًا           |
| 2  | م. ماهر فتحي عبد الرزاق الغلاييني. |  | 2 | السيد مامون صبحي عبد الرحيم الحطاب     | نائب الرئيس     |
| 3  | د. وجيه حمد عبد الرحمن محمود.      |  | 3 | السيد عبد القادر يونس العوضات          | أمين السر       |
| 4  | أ. مأمون صبحي عبد الرحيم حطاب.     |  | 4 | د. ماهر عبد المنعم عبد القادر ابوحامدة | أمين الصندوق    |
| 5  | أ.د. رياض فرحان محمد الشلبي.       |  | 5 | د. محمود طلب حسن عبدالدين              | عضو هيئة إدارية |
| 6  | أ.د.غسان غازي قويدر كنعان.         |  | 6 | د. فهمي يونس عبدالكريم البلاونة        | عضو هيئة إدارية |
| 7  | د. هايل حسين علي خفاجة             |  | 7 | أ.د. ايمن جميل عبدالله النسور          | عضو هيئة إدارية |
| 8  | أ.د. أيمن جميل عبد الله النسور     |  | 8 | د. عايش منور هويشل الحروب              | عضو هيئة إدارية |
| 9  | د. محمد علي هاشم سلطي الجنيني      |  | 9 | د. محمد علي" هاشم سلطي الجنيني         | عضو هيئة إدارية |
| 10 | د. عايش منور هويشل الحروب          |  |   |                                        |                 |
| 11 | د. نضال عبد الرحمن محمد يوسف       |  |   |                                        |                 |

## أنشطة الجمعية
تقوم جمعية حوسبة اللغة العربية بالعديد من الأنشطة، من مؤتمرات علمية ، وورش عمل ، ومسابقات وكل ما يتعلق بإثراء المحتوى العربي علي شبكة الإنترنت، وذلك لتحقيق أهدافها المعلنة، ونذكر من بين تلك الأنشطة:
- مؤتمر إثراء المحتوي العربي علي شبكة الإنترنت، حيث اقامت الجمعية بالتعاون مع كلية علوم الحوسبة والمعلوماتية في جامعة عمان العربية مؤتمراً علمياً محكماً تحت عنوان "المحتوى الرقمي العربي وآليات إثرائه"، بهدف جمع جهود الأكاديميين المهتمين في مجال المحتوى الرقمي العربي وحوسبة اللغة العربية، وشارك فيه ما يقرب من خمسة وعشرون بحثاً في مجال المحتوى الرقمي وحوسبة اللغة العربية، وكانت المشاركات من عدة دول.[4][5]
- مسابقة محرر ويكي، حيث نظمت الجمعية مسابقة بين طلبة الجامعات وطلبة المدارس، تهدف الى حث الطلبة على المساهمة في اثراء المحتوى العربي على شبكة الانترنت، وشارك في هذه المسابقة ما يقارب من ثمانين طالباً وطالبة من الجامعات والمدارس، اضافو ا ما يزيد على المئة مقال باللغة العربية، وتم تكريم الفائزين بالتعاون مع الشركة المتحدة للإنتاج التعليمي فرع الأردن.[6][7]
- ورش إثراء المحتوى العربي على شبكة الإنترنت، حيث نظمت الجمعية مجموعة من ورش العمل لطلبة المدارس والجامعات والمعلمين على طرق الكتابة المناسبة لشبكة الإنترنت، وتمت هذه الورش بالتعاون مع مجموعة من الجامعات، وتضمنت تعليم الطلبة اصول الكتابة العلمية واستخدام المراجع وتوثيقها، ونشرها على الشبكة، وقد استفاد من هذه الورش المئات من الطلبة.[8]
- برنامج ويكبيديا للتعلم، حيث أطلقت الجمعية برنامج ويكيبيديا للتعليم في الاردن، بالتعاون مع موسوعة ويكيبيديا في العام 2013، ويهدف هذا البرنامج إلى تعليم الطلبة الكتابة  على موسوعة ويكيبيديا باشراف اساتذتهم، وقد نفدت الجمعية ست نسخ من هذا البرنامج شارك فيها الطلبة من عدد من الجامعات والمدارس الأردنية، وتم من خلال  هذا البرنامج اضافة مئات المقالات المحكمة على موسوعة ويكيبيديا العربية.[9]